# Luzás
Luzás (en catalán ribagorzano, Lluçars) es una localidad del municipio español de Tolva, comarca de Ribagorza, provincia de Huesca, Aragón.

## Historia
El castillo de Luzás o de Lazares, que así se llamó, formó parte de la extremadura del condado de Ribagorza  y defendía el valle del río Guart. Entre los tenentes del castillo cabe citar a Ximeno Fortuñones (1054-62) y el conde Arnal Mir de Pallars (1136). Jaime II incorporó las villas y castillos de Luzás, Juseu, Laguarres y Lascuarre a la baronía de Castro (1292).

## Geografía
Está situado a 6 km de la capital del municipio a una altitud de 786 m s. n. m. Existe una carretera que parte de Tolva y que asciende por el valle del río Cajigar, en la sierra de la Mellera.

## Demografía
| Gráfica de evolución demográfica de Luzás entre 1842 y 1960 |
| |
| Población de derecho según los censos de población del INE Población de hecho según los censos de población del INEEntre el censo de 1970 y el anterior, este municipio desaparece porque se integra en el municipio Tolva |

| Gráfica de evolución de Luzás entre 2000 y 2020 |
|                                                 |
| Población según el INE en 2020.                 |

## Fiestas
- Fiesta mayor, primer fin de semana de agosto.[8]

- Romería de San Benedicto, Lunes de Resurrección.[9]

## Monumentos
- Ermita de San Benedicto.[9]

- Castillo de Luzás.[3][1]
- Iglesia románica, del siglo xii, de tres naves y tres ábsides de tambor con bóvedas de cañón.[2][10]